# Антал, Ливиу
Ливиу Йон Антал (рум. Liviu Ion Antal; 2 июня 1989, Шимлеу-Силваньей, Румыния) — румынский футболист, полузащитник клуба «Жальгирис».

## Клубная карьера
Дебютировал на профессиональном уровне, выступая за клубы второй лиги «Конкордия» (Кьяжна) и «Тыргу-Муреш». Летом 2009 года подписал контракт с клубом высшей лиги «Оцелул». В 2011 году «Оцелул» впервые в истории стал чемпионом Румынии, а в сезоне 2011/12 принимал участие в групповом этапе Лиги чемпионов, где не набрал ни одного очка. Сам игрок принял участие во всех 6 матчах группы. В 2012 году Антал перешёл в другой румынский клуб «Васлуй», где провёл ещё два года.
В 2014 году подписал контракт с клубом турецкой Суперлиги «Генчлербирлиги», за который сыграл 9 матчей и забил 1 гол в высшей лиге Турции. В феврале 2015 года был отдан в аренду до конца сезона в иерусалимский «Бейтар». После окончания аренды покинул «Генчлербирлиги» и подписал контракт с другим израильским клубом, тель-авивским «Хапоэлем». Отыграв за «Хапоэль» полгода, был отдан в аренду в румынский «Пандурий», где провёл около года. После завершения аренды, подписал полноценный контракт с другим румынским клубом ЧФР, однако в новой команде вновь провёл лишь полгода и покинул клуб летом 2017.
20 июня 2017 года подписал контракт с действующим чемпионом Литвы, клубом «Жальгирис». В 2018 году стал лучшим бомбардиром чемпионата Литвы, забив 23 гола в 28 матчах.

## Карьера в сборной
Единственный матч за основную сборную Румынии провёл 11 июня 2011 года, выйдя на замену на 84-й минуте в товарищеской встрече со сборной Парагвая.

## Достижения

### Командные
«Оцелул»
- Чемпион Румынии: 2010/11
- Обладатель Суперкубка Румынии: 2011

 «Жальгирис»
- Чемпион Литвы: 2020, 2024
- Обладатель Кубка Литвы: 2018
- Обладатель Суперкубка Литвы: 2020

### Личные
- Лучший бомбардир чемпионата Румынии: 2013/14 (15 голов)
- Лучший бомбардир чемпионата Литвы: 2018 (23 гола), 2024 (20 голов)